# 1645
Portal Geschichte | Portal Biografien | Aktuelle Ereignisse | Jahreskalender | Tagesartikel

◄ |
16. Jahrhundert |
17. Jahrhundert
| 18. Jahrhundert | ►

◄ |
1610er |
1620er |
1630er |
1640er
| 1650er | 1660er | 1670er | ►

◄◄ |
◄ |
1641 |
1642 |
1643 |
1644 |
1645
| 1646 | 1647 | 1648 | 1649 | ► | ►►
Staatsoberhäupter  · Nekrolog   · Musikjahr
| Januar | Januar | Januar | Januar | Januar | Januar | Januar | Januar |
| Kw     | Mo     | Di     | Mi     | Do     | Fr     | Sa     | So     |
| ------ | ------ | ------ | ------ | ------ | ------ | ------ | ------ |
| 52     |        |        |        |        |        |        | 1      |
| 1      | 2      | 3      | 4      | 5      | 6      | 7      | 8      |
| 2      | 9      | 10     | 11     | 12     | 13     | 14     | 15     |
| 3      | 16     | 17     | 18     | 19     | 20     | 21     | 22     |
| 4      | 23     | 24     | 25     | 26     | 27     | 28     | 29     |
| 5      | 30     | 31     |        |        |        |        |        |

| Februar | Februar | Februar | Februar | Februar | Februar | Februar | Februar |
| Kw      | Mo      | Di      | Mi      | Do      | Fr      | Sa      | So      |
| ------- | ------- | ------- | ------- | ------- | ------- | ------- | ------- |
| 5       |         |         | 1       | 2       | 3       | 4       | 5       |
| 6       | 6       | 7       | 8       | 9       | 10      | 11      | 12      |
| 7       | 13      | 14      | 15      | 16      | 17      | 18      | 19      |
| 8       | 20      | 21      | 22      | 23      | 24      | 25      | 26      |
| 9       | 27      | 28      |         |         |         |         |         |

| März | März | März | März | März | März | März | März |
| Kw   | Mo   | Di   | Mi   | Do   | Fr   | Sa   | So   |
| ---- | ---- | ---- | ---- | ---- | ---- | ---- | ---- |
| 9    |      |      | 1    | 2    | 3    | 4    | 5    |
| 10   | 6    | 7    | 8    | 9    | 10   | 11   | 12   |
| 11   | 13   | 14   | 15   | 16   | 17   | 18   | 19   |
| 12   | 20   | 21   | 22   | 23   | 24   | 25   | 26   |
| 13   | 27   | 28   | 29   | 30   | 31   |      |      |

| April | April | April | April | April | April | April | April |
| Kw    | Mo    | Di    | Mi    | Do    | Fr    | Sa    | So    |
| ----- | ----- | ----- | ----- | ----- | ----- | ----- | ----- |
| 13    |       |       |       |       |       | 1     | 2     |
| 14    | 3     | 4     | 5     | 6     | 7     | 8     | 9     |
| 15    | 10    | 11    | 12    | 13    | 14    | 15    | 16    |
| 16    | 17    | 18    | 19    | 20    | 21    | 22    | 23    |
| 17    | 24    | 25    | 26    | 27    | 28    | 29    | 30    |

| Mai | Mai | Mai | Mai | Mai | Mai | Mai | Mai |
| Kw  | Mo  | Di  | Mi  | Do  | Fr  | Sa  | So  |
| --- | --- | --- | --- | --- | --- | --- | --- |
| 18  | 1   | 2   | 3   | 4   | 5   | 6   | 7   |
| 19  | 8   | 9   | 10  | 11  | 12  | 13  | 14  |
| 20  | 15  | 16  | 17  | 18  | 19  | 20  | 21  |
| 21  | 22  | 23  | 24  | 25  | 26  | 27  | 28  |
| 22  | 29  | 30  | 31  |     |     |     |     |

| Juni | Juni | Juni | Juni | Juni | Juni | Juni | Juni |
| Kw   | Mo   | Di   | Mi   | Do   | Fr   | Sa   | So   |
| ---- | ---- | ---- | ---- | ---- | ---- | ---- | ---- |
| 22   |      |      |      | 1    | 2    | 3    | 4    |
| 23   | 5    | 6    | 7    | 8    | 9    | 10   | 11   |
| 24   | 12   | 13   | 14   | 15   | 16   | 17   | 18   |
| 25   | 19   | 20   | 21   | 22   | 23   | 24   | 25   |
| 26   | 26   | 27   | 28   | 29   | 30   |      |      |

| Juli | Juli | Juli | Juli | Juli | Juli | Juli | Juli |
| Kw   | Mo   | Di   | Mi   | Do   | Fr   | Sa   | So   |
| ---- | ---- | ---- | ---- | ---- | ---- | ---- | ---- |
| 26   |      |      |      |      |      | 1    | 2    |
| 27   | 3    | 4    | 5    | 6    | 7    | 8    | 9    |
| 28   | 10   | 11   | 12   | 13   | 14   | 15   | 16   |
| 29   | 17   | 18   | 19   | 20   | 21   | 22   | 23   |
| 30   | 24   | 25   | 26   | 27   | 28   | 29   | 30   |
| 31   | 31   |      |      |      |      |      |      |

| August | August | August | August | August | August | August | August |
| Kw     | Mo     | Di     | Mi     | Do     | Fr     | Sa     | So     |
| ------ | ------ | ------ | ------ | ------ | ------ | ------ | ------ |
| 31     |        | 1      | 2      | 3      | 4      | 5      | 6      |
| 32     | 7      | 8      | 9      | 10     | 11     | 12     | 13     |
| 33     | 14     | 15     | 16     | 17     | 18     | 19     | 20     |
| 34     | 21     | 22     | 23     | 24     | 25     | 26     | 27     |
| 35     | 28     | 29     | 30     | 31     |        |        |        |

| September | September | September | September | September | September | September | September |
| Kw        | Mo        | Di        | Mi        | Do        | Fr        | Sa        | So        |
| --------- | --------- | --------- | --------- | --------- | --------- | --------- | --------- |
| 35        |           |           |           |           | 1         | 2         | 3         |
| 36        | 4         | 5         | 6         | 7         | 8         | 9         | 10        |
| 37        | 11        | 12        | 13        | 14        | 15        | 16        | 17        |
| 38        | 18        | 19        | 20        | 21        | 22        | 23        | 24        |
| 39        | 25        | 26        | 27        | 28        | 29        | 30        |           |

| Oktober | Oktober | Oktober | Oktober | Oktober | Oktober | Oktober | Oktober |
| Kw      | Mo      | Di      | Mi      | Do      | Fr      | Sa      | So      |
| ------- | ------- | ------- | ------- | ------- | ------- | ------- | ------- |
| 39      |         |         |         |         |         |         | 1       |
| 40      | 2       | 3       | 4       | 5       | 6       | 7       | 8       |
| 41      | 9       | 10      | 11      | 12      | 13      | 14      | 15      |
| 42      | 16      | 17      | 18      | 19      | 20      | 21      | 22      |
| 43      | 23      | 24      | 25      | 26      | 27      | 28      | 29      |
| 44      | 30      | 31      |         |         |         |         |         |

| November | November | November | November | November | November | November | November |
| Kw       | Mo       | Di       | Mi       | Do       | Fr       | Sa       | So       |
| -------- | -------- | -------- | -------- | -------- | -------- | -------- | -------- |
| 44       |          |          | 1        | 2        | 3        | 4        | 5        |
| 45       | 6        | 7        | 8        | 9        | 10       | 11       | 12       |
| 46       | 13       | 14       | 15       | 16       | 17       | 18       | 19       |
| 47       | 20       | 21       | 22       | 23       | 24       | 25       | 26       |
| 48       | 27       | 28       | 29       | 30       |          |          |          |

| Dezember | Dezember | Dezember | Dezember | Dezember | Dezember | Dezember | Dezember |
| Kw       | Mo       | Di       | Mi       | Do       | Fr       | Sa       | So       |
| -------- | -------- | -------- | -------- | -------- | -------- | -------- | -------- |
| 48       |          |          |          |          | 1        | 2        | 3        |
| 49       | 4        | 5        | 6        | 7        | 8        | 9        | 10       |
| 50       | 11       | 12       | 13       | 14       | 15       | 16       | 17       |
| 51       | 18       | 19       | 20       | 21       | 22       | 23       | 24       |
| 52       | 25       | 26       | 27       | 28       | 29       | 30       | 31       |

| Januar | Januar | Januar | Januar | Januar | Januar | Januar | Januar |
| Kw     | Mo     | Di     | Mi     | Do     | Fr     | Sa     | So     |
| ------ | ------ | ------ | ------ | ------ | ------ | ------ | ------ |
| 52     |        |        |        |        |        |        | 1      |
| 1      | 2      | 3      | 4      | 5      | 6      | 7      | 8      |
| 2      | 9      | 10     | 11     | 12     | 13     | 14     | 15     |
| 3      | 16     | 17     | 18     | 19     | 20     | 21     | 22     |
| 4      | 23     | 24     | 25     | 26     | 27     | 28     | 29     |
| 5      | 30     | 31     |        |        |        |        |        |

| Februar | Februar | Februar | Februar | Februar | Februar | Februar | Februar |
| Kw      | Mo      | Di      | Mi      | Do      | Fr      | Sa      | So      |
| ------- | ------- | ------- | ------- | ------- | ------- | ------- | ------- |
| 5       |         |         | 1       | 2       | 3       | 4       | 5       |
| 6       | 6       | 7       | 8       | 9       | 10      | 11      | 12      |
| 7       | 13      | 14      | 15      | 16      | 17      | 18      | 19      |
| 8       | 20      | 21      | 22      | 23      | 24      | 25      | 26      |
| 9       | 27      | 28      |         |         |         |         |         |

| März | März | März | März | März | März | März | März |
| Kw   | Mo   | Di   | Mi   | Do   | Fr   | Sa   | So   |
| ---- | ---- | ---- | ---- | ---- | ---- | ---- | ---- |
| 9    |      |      | 1    | 2    | 3    | 4    | 5    |
| 10   | 6    | 7    | 8    | 9    | 10   | 11   | 12   |
| 11   | 13   | 14   | 15   | 16   | 17   | 18   | 19   |
| 12   | 20   | 21   | 22   | 23   | 24   | 25   | 26   |
| 13   | 27   | 28   | 29   | 30   | 31   |      |      |

| April | April | April | April | April | April | April | April |
| Kw    | Mo    | Di    | Mi    | Do    | Fr    | Sa    | So    |
| ----- | ----- | ----- | ----- | ----- | ----- | ----- | ----- |
| 13    |       |       |       |       |       | 1     | 2     |
| 14    | 3     | 4     | 5     | 6     | 7     | 8     | 9     |
| 15    | 10    | 11    | 12    | 13    | 14    | 15    | 16    |
| 16    | 17    | 18    | 19    | 20    | 21    | 22    | 23    |
| 17    | 24    | 25    | 26    | 27    | 28    | 29    | 30    |

| Mai | Mai | Mai | Mai | Mai | Mai | Mai | Mai |
| Kw  | Mo  | Di  | Mi  | Do  | Fr  | Sa  | So  |
| --- | --- | --- | --- | --- | --- | --- | --- |
| 18  | 1   | 2   | 3   | 4   | 5   | 6   | 7   |
| 19  | 8   | 9   | 10  | 11  | 12  | 13  | 14  |
| 20  | 15  | 16  | 17  | 18  | 19  | 20  | 21  |
| 21  | 22  | 23  | 24  | 25  | 26  | 27  | 28  |
| 22  | 29  | 30  | 31  |     |     |     |     |

| Juni | Juni | Juni | Juni | Juni | Juni | Juni | Juni |
| Kw   | Mo   | Di   | Mi   | Do   | Fr   | Sa   | So   |
| ---- | ---- | ---- | ---- | ---- | ---- | ---- | ---- |
| 22   |      |      |      | 1    | 2    | 3    | 4    |
| 23   | 5    | 6    | 7    | 8    | 9    | 10   | 11   |
| 24   | 12   | 13   | 14   | 15   | 16   | 17   | 18   |
| 25   | 19   | 20   | 21   | 22   | 23   | 24   | 25   |
| 26   | 26   | 27   | 28   | 29   | 30   |      |      |

| Juli | Juli | Juli | Juli | Juli | Juli | Juli | Juli |
| Kw   | Mo   | Di   | Mi   | Do   | Fr   | Sa   | So   |
| ---- | ---- | ---- | ---- | ---- | ---- | ---- | ---- |
| 26   |      |      |      |      |      | 1    | 2    |
| 27   | 3    | 4    | 5    | 6    | 7    | 8    | 9    |
| 28   | 10   | 11   | 12   | 13   | 14   | 15   | 16   |
| 29   | 17   | 18   | 19   | 20   | 21   | 22   | 23   |
| 30   | 24   | 25   | 26   | 27   | 28   | 29   | 30   |
| 31   | 31   |      |      |      |      |      |      |

| August | August | August | August | August | August | August | August |
| Kw     | Mo     | Di     | Mi     | Do     | Fr     | Sa     | So     |
| ------ | ------ | ------ | ------ | ------ | ------ | ------ | ------ |
| 31     |        | 1      | 2      | 3      | 4      | 5      | 6      |
| 32     | 7      | 8      | 9      | 10     | 11     | 12     | 13     |
| 33     | 14     | 15     | 16     | 17     | 18     | 19     | 20     |
| 34     | 21     | 22     | 23     | 24     | 25     | 26     | 27     |
| 35     | 28     | 29     | 30     | 31     |        |        |        |

| September | September | September | September | September | September | September | September |
| Kw        | Mo        | Di        | Mi        | Do        | Fr        | Sa        | So        |
| --------- | --------- | --------- | --------- | --------- | --------- | --------- | --------- |
| 35        |           |           |           |           | 1         | 2         | 3         |
| 36        | 4         | 5         | 6         | 7         | 8         | 9         | 10        |
| 37        | 11        | 12        | 13        | 14        | 15        | 16        | 17        |
| 38        | 18        | 19        | 20        | 21        | 22        | 23        | 24        |
| 39        | 25        | 26        | 27        | 28        | 29        | 30        |           |

| Oktober | Oktober | Oktober | Oktober | Oktober | Oktober | Oktober | Oktober |
| Kw      | Mo      | Di      | Mi      | Do      | Fr      | Sa      | So      |
| ------- | ------- | ------- | ------- | ------- | ------- | ------- | ------- |
| 39      |         |         |         |         |         |         | 1       |
| 40      | 2       | 3       | 4       | 5       | 6       | 7       | 8       |
| 41      | 9       | 10      | 11      | 12      | 13      | 14      | 15      |
| 42      | 16      | 17      | 18      | 19      | 20      | 21      | 22      |
| 43      | 23      | 24      | 25      | 26      | 27      | 28      | 29      |
| 44      | 30      | 31      |         |         |         |         |         |

| November | November | November | November | November | November | November | November |
| Kw       | Mo       | Di       | Mi       | Do       | Fr       | Sa       | So       |
| -------- | -------- | -------- | -------- | -------- | -------- | -------- | -------- |
| 44       |          |          | 1        | 2        | 3        | 4        | 5        |
| 45       | 6        | 7        | 8        | 9        | 10       | 11       | 12       |
| 46       | 13       | 14       | 15       | 16       | 17       | 18       | 19       |
| 47       | 20       | 21       | 22       | 23       | 24       | 25       | 26       |
| 48       | 27       | 28       | 29       | 30       |          |          |          |

| Dezember | Dezember | Dezember | Dezember | Dezember | Dezember | Dezember | Dezember |
| Kw       | Mo       | Di       | Mi       | Do       | Fr       | Sa       | So       |
| -------- | -------- | -------- | -------- | -------- | -------- | -------- | -------- |
| 48       |          |          |          |          | 1        | 2        | 3        |
| 49       | 4        | 5        | 6        | 7        | 8        | 9        | 10       |
| 50       | 11       | 12       | 13       | 14       | 15       | 16       | 17       |
| 51       | 18       | 19       | 20       | 21       | 22       | 23       | 24       |
| 52       | 25       | 26       | 27       | 28       | 29       | 30       | 31       |

## Ereignisse

### Politik und Weltgeschehen

#### Englischer Bürgerkrieg

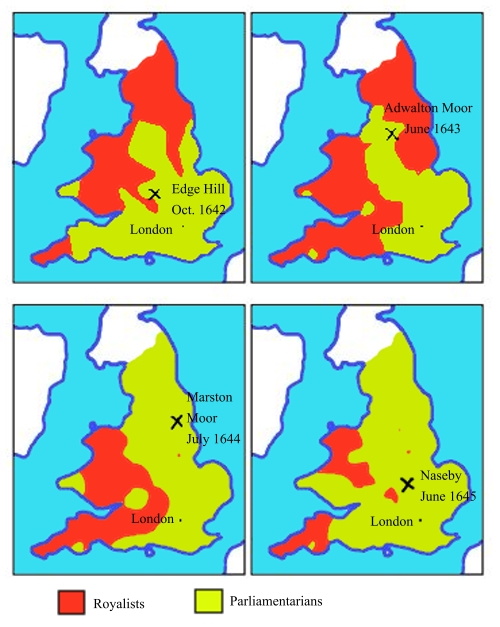
Frontverläufe im englischen Bürgerkrieg 1642 bis 1645

- Die Aufstellung von Oliver Cromwells New Model Army ist größtenteils abgeschlossen. Kommandeur ist Thomas Fairfax, 3. Lord Fairfax of Cameron. Oliver Cromwell kommandiert die Reiterei, die sogenannten Ironsides.

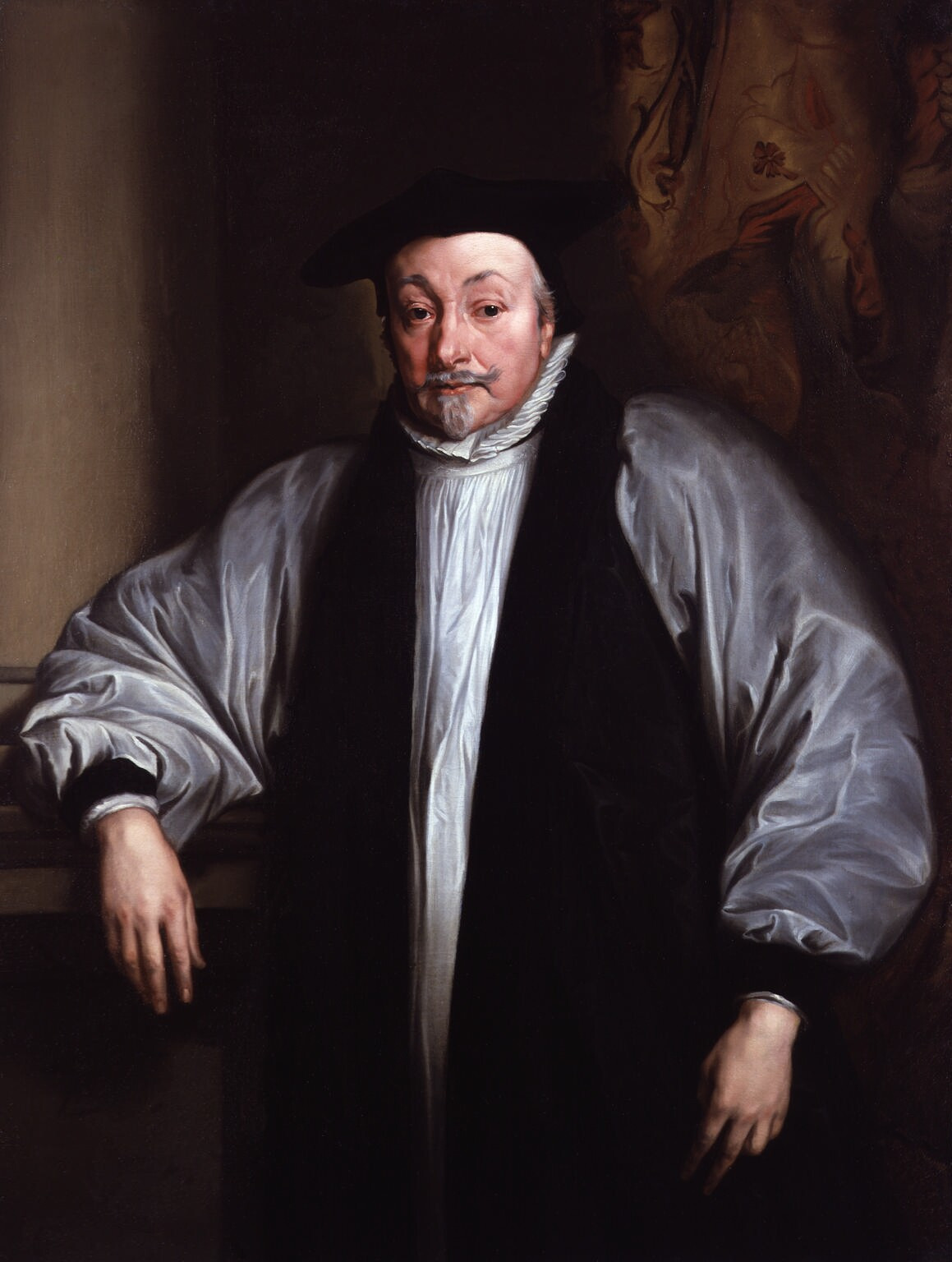
William Laud, Erzbischof von Canterbury

- 10. Januar: Der seit 1640 in Gefangenschaft befindliche Erzbischof von Canterbury, William Laud, wird auf Grund einer Bill of Attainder, eines Urteils des englischen Parlaments, im Tower of London hingerichtet.
- 14. Juni: In der Schlacht von Naseby kämpfen die Roundheads des Parlaments unter dem Befehl von Sir Thomas Fairfax und Oliver Cromwell gegen die königliche Armee unter dem Befehl von König Karl I. in der letzten großen Entscheidungsschlacht des englischen Bürgerkrieges. Cromwells New Model Army erringt einen entscheidenden Sieg, wobei die Kavallerietruppe der Ironsides maßgeblichen Einfluss auf den Ausgang der Schlacht hat. König Karl flieht und ergibt sich bald darauf den Schotten.
- 10. Juli: Nach der Schlacht bei Langport bekommen im Englischen Bürgerkrieg die Parlamentstruppen durch ihren Sieg das Hauptnachschubgebiet royalistischer Truppen in ihre Hand.

#### Dreißigjähriger Krieg

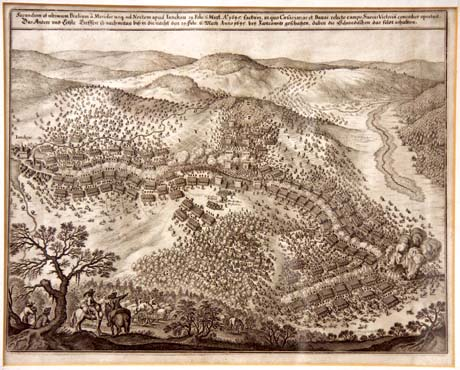
Schlacht bei Jankau

- 6. März: In der Schlacht bei Jankau, circa 60 Kilometer südöstlich von Prag, besiegt ein schwedisch-protestantisches Heer unter Feldmarschall Lennart Torstensson die kaiserlich-habsburgischen Truppen unter Feldmarschall Melchior von Hatzfeldt. Sie ist eine der letzten großen Schlachten des Dreißigjährigen Krieges und hat zur Folge, dass die kaiserliche Regierung ab dem Sommer ihre Bemühungen bei den Friedensverhandlungen in Münster und Osnabrück intensiviert, die drei Jahre später zum Abschluss des Westfälischen Friedens führen. Die Schweden ziehen im Anschluss bis vor Wien und hinterlassen eine Spur der Verwüstung im gesamten nördlichen Niederösterreich.
- 5. Mai: Der französische Feldherr Turenne verliert mit seinen Truppen im Dreißigjährigen Krieg die Schlacht bei Herbsthausen. Der Erfolg gelingt seinem bayerischen Gegner Franz von Mercy mit einem zahlenmäßig kleineren Heer durch ein Überraschungsmanöver.
- 5. Juli: Der spanische Diplomat Gaspar de Bracamonte y Guzmán kommt im Auftrag Philipps IV. als Prinzipalgesandter Spaniens für drei Jahre nach Münster, um sich an den dortigen Friedensverhandlungen zu beteiligen. Er wird von einem 112-köpfigen Gefolge begleitet.

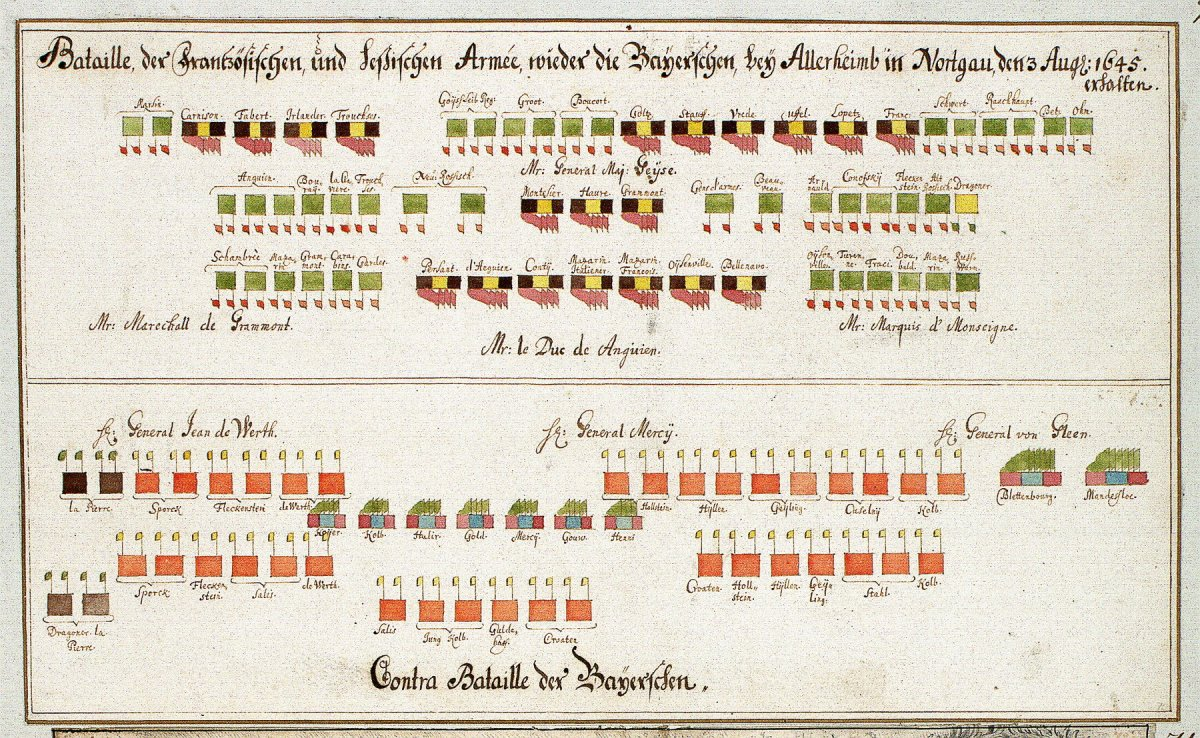
Schlachtaufstellung in der Schlacht von Alerheim

- 3. August: Die Schlacht von Alerheim sieht französisch-hessische Truppen als Sieger über die kaiserlichen Soldaten. Franz von Mercy, der Oberbefehlshaber der kaiserlich-bayerischen Armee, kommt in der Schlacht ums Leben.
- 23. August: Im Frieden von Brömsebro einigen sich Dänemark und Schweden über eine Einstellung ihrer Kampfhandlungen im Torstenssonkrieg. Gotland wird Teil Schwedens.
- 6. September: Der Waffenstillstand von Kötzschenbroda zwischen Kursachsen und Schweden enthält folgende Bedingungen: Das Kurfürstentum Sachsen verzichtet für sechs Monate auf jegliche Teilnahme an den Kampfhandlungen. Die drei sächsischen Regimenter in der kaiserlichen Armee bleiben im kaiserlichen Dienst, dürfen jedoch nicht gegen das schwedische Heer eingesetzt werden. Die Städte Leipzig und Torgau bleiben schwedisch besetzt. Das Kurfürstentum Sachsen zahlt monatliche Kontributionen von 11.000 Talern an das schwedische Heer, zuzüglich Naturalien. Das schwedische Heer darf ungehindert durch das Kurfürstentum Sachsen marschieren, mit Ausnahme einer drei Meilen umfassenden Neutralen Zone um Dresden.
- 13. Dezember: Mit dem Linzer Frieden zwischen Kaiser Ferdinand III. und Siebenbürgens Fürst Georg I. Rákóczi gelingt es dem Kaiser, die Gefahr eines gemeinsamen Angriffs von schwedischen und siebenbürgischen Truppen während des Dreißigjährigen Kriegs auf Wien abzuwenden.

#### Weitere Ereignisse in Europa
- 6. März: Truppen Hessen-Kassels rücken in Oberhessen ein. Beginn des Hessenkrieges mit Hessen-Darmstadt, ausgelöst durch Landgräfin Amalie Elisabeth

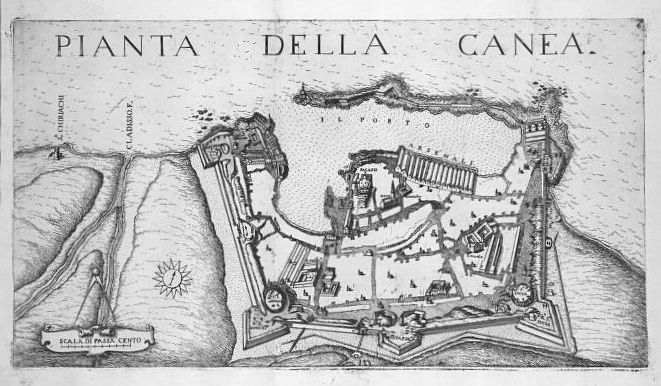
Chania nach der Eroberung

- 25. Juni: Türkenkriege: Mit dem Angriff osmanischer Truppen auf das venezianische Kreta beginnt der sogenannte 6. Venezianische Türkenkrieg. Am 17. August ergibt sich nach knapp zweimonatiger Belagerung die Stadt La Canea (neugriechisch Chaniá). Gemäß den Kapitulationsbedingungen wird den Venezianern am 22. August auf fünf Schiffen freier Abzug gewährt.
- 23. Juli: Der russische Zar Michael I. aus dem Haus Romanow stirbt. Noch auf dem Sterbebett übergibt er die Herrschaft an seinen Sohn Alexei I., der zu diesem Zeitpunkt erst 16 Jahre alt ist.

#### Afrika
- Houegbadja folgt seinem verstorbenen Onkel Dakodonu als König von Dahomey im heutigen Benin.

### Wirtschaft
- Das offizielle staatliche schwedische Amtsblatt Post- och Inrikes Tidningar wird gegründet.
- Durch Befehl von Kurfürst Friedrich Wilhelm wird das Königliche Gießhaus zu Berlin gegründet.
- um 1645: In Basel wird der Gluckhennentaler geprägt.

### Wissenschaft und Technik
- Blaise Pascal stellt der Öffentlichkeit seine Rechenmaschine vor.

### Kultur
- Die Theatergruppe L'Illustre Théâtre geht pleite. Der Inhaber, Molière, wird in Schuldhaft genommen.

### Religion
- Thorner Religionsgespräch mit Vermittlung durch den protestantischen Theologen Georg Calixt
- 20. November: Papst Innozenz X. stuft das bisherige Priesterseminar in Manila zur Universität Santo Tomas hoch. Die katholische Hochschule ist heute die älteste Universität Asiens.

## Geboren

### Erstes Halbjahr
- 13. Januar: Jakob Dietlof von Arnim, kurbrandenburger Obrist, Generalmajor und Hauptmann († 1689)
- 09. Februar: Johann Aegidius Bach, deutscher Bratschist († 1716)
- 22. Februar: Johann Ambrosius Bach, Musiker, Vater von Johann Sebastian Bach († 1695)
- 22. Februar: Johann Christoph Bach d. Ä., Musiker, Zwillingsbruder von Johann Ambrosius Bach († 1693)
- 24. Februar: Franz I. Rákóczi, Fürst von Siebenbürgen († 1676)
- 11. März: Valentin Veltheim, deutscher Moralphilosoph und lutherischer Theologe († 1700)
- 21. April: Otto Graf von Schwerin, kurbrandenburgisch-preußischer Geheimer Rat und Diplomat († 1705)
- 22. April: Christine von Baden-Durlach, Markgräfin von Brandenburg-Ansbach und Herzogin von Sachsen-Gotha-Altenburg († 1705)
- 10. Mai: Johann Jakob Kees, Leipziger Handelsherr und kursächsischer Oberpostmeister († 1705)
- 15. Mai: George Jeffreys, 1. Baron Jeffreys, englischer Lordkanzler und Lord Chief Justice in England und Wales († 1689)
- 11. Juni: Johann Heinrich Horb, deutscher evangelischer Theologe († 1695)
- 14. Juni: Haquin Spegel, schwedischer lutherischer Theologe und Erzbischof von Uppsala († 1714)

### Zweites Halbjahr
- 09. Juli: Balthasar Adelmann, deutscher Jesuit und Lehrer († 1713)
- 28. Juli: Marguerite Louise d’Orléans, Großherzogin der Toskana († 1721)
- 30. Juli: Miguel Núñez de Sanabria, spanischer Jurist und Vizekönig von Peru († 1729)
- 05. August: Karl von Schomberg, deutschstämmiger General im Dienst verschiedener Herren († 1693)
- 16. August: Jean de La Bruyère, französischer Schriftsteller († 1696)
- 24. August: Johann Heinrich am Ende, deutscher Maler († 1695)
- 21. September: Louis Joliet, französischer Entdecker und Kartograf († 1700)
- 25. September: Georg Wartmann, Bürgermeister von St. Gallen († 1727)
- 21. Oktober: Christine Charlotte von Württemberg, Regentin des Fürstentums Ostfriesland († 1699)
- 26. Oktober: Aert de Gelder, niederländischer Maler († 1727)
- 30. November: Andreas Werckmeister, deutscher Musiker und Musiktheoretiker († 1706)
- 03. Dezember: Michael Stephan Radziejowski, Bischof von Ermland, Erzbischof von Gnesen und Primas von Polen-Litauen († 1705)
- 24. Dezember: Hans Carl von Carlowitz, deutscher Wissenschaftler († 1714)
- 27. Dezember: Giovanni Antonio Viscardi, italienischer Baumeister des Barock, der überwiegend in Bayern arbeitete († 1713)

### Genaues Geburtsdatum unbekannt
- Bidil, persischsprachiger Dichter aus Indien († 1721)
- Đorđe Branković, siebenbürgischer Gesandter und Graf († 1711)
- Lambert Chaumont, belgischer Komponist, Organist und Geistlicher († 1712)
- Raimondo De Dominici, italienischer Maler († 1705)

### Geboren um 1645
- John Fenwick, englischer Jakobiten-Verschwörer († 1697)

## Gestorben

### Erstes Halbjahr
- 02. Januar: Agnes von Limburg-Stirum, Äbtissin der Stifte Elten, Vreden, Borghorst und Freckenhorst (* 1563)
- 10. Januar: William Laud, Erzbischof von Canterbury und einer der Berater des englischen Königs (* 1573)
- 19. Januar: Pedro de Orrente, spanischer Maler (* 1580)
- 20. Januar: Georg Saluz, Schweizer reformierter Geistlicher (* 1571)
- 30. Januar: Maria Ward, Begründerin der englischen Fräulein und Wegbereiterin der Mädchenbildung (* 1585)
- 09. Februar: Mutio Vitelleschi, italienischer Ordensgeneral (* 1563)
- 10. Februar: Dorothea Sophie von Sachsen-Altenburg, 33. Äbtissin des Reichsstiftes von Quedlinburg (* 1587)
- 10. Februar: Conchobhar Mag Uidhir, irischer Rebellenführer (* 1616)
- 04. März: Johann von den Birghden, deutscher Postmeister (* 1582)
- 04. März: Matthias Hoë von Hoënegg, deutscher lutherischer Theologe (* 1580)
- 06. März: Johann von Götzen, kaiserlicher General im Dreißigjährigen Krieg (* 1599)
- 06. März: Joseph Silvio Max Piccolomini, Patrizier von Neapel und Siena (* 1623)
- 06. März: Albert Gaston Spinola von Bruay, kaiserlicher General im Dreißigjährigen Krieg (* 1601 oder 1610)
- 09. März: George Wyllys, englischer Kolonist und Gouverneur der Colony of Connecticut (* 1590)
- 22. März: Hans Caspar Lang der Ältere, Schweizer Glas-, Tafel- und Fassadenmaler sowie Buchillustrator (* 1571)
- 12. April: Sigismund Heusner von Wandersleben, deutscher Offizier und Politiker (* 1592)
- 16. April: Tobias Hume, englischer Komponist, Gambist und Soldat (* um 1569)
- 19. April: Antonio van Diemen, Generalgouverneur von Niederländisch-Indien (* 1593)
- 08. Mai: Guilielmus Alardus, Lyriker und Kirchenliedkomponist (* 1572)
- 26. Mai: Mariana de Jesús de Paredes y Flores, Ordensfrau, Mystikerin und Heilige (* 1618)
- 13. Juni: Miyamoto Musashi, japanischer Samurai (* 1584)
- 28. Juni: Johann Arbogast von Annenberg, Landeshauptmann der Grafschaft Glatz (* unbekannt)

### Zweites Halbjahr
- 07. Juli: Georg Friedrich von Hohenlohe-Neuenstein-Weikersheim, deutscher Offizier und Gelegenheitsdichter (* 1569)
- 12. Juli: Luciano Borzone, italienischer Maler und Radierer (* 1590)
- 13. Juli: Marie de Gournay, französische Philosophin (* 1565)
- 22. Juli: Gaspar de Guzmán, Conde de Olivares, spanischer Politiker (* 1587)
- 23. Juli: Michael I., Zar von Russland (* 1596)
- 03. August: Franz von Mercy, Feldherr der Katholischen Liga im Dreißigjährigen Krieg (* 1597)
- 07. August: Georg Corvin, Professor der Philosophie (* um 1608)
- 28. August: Hugo Grotius, niederländischer politischer Philosoph, reformierter Theologe, Rechtsgelehrter und früher Aufklärer (* 1583)
- 28. August: Jewdokija Lukjanowna Streschnewa, zweite Ehefrau des Zaren Michael I. von Russland (* 1608)
- 08. September: Francisco de Quevedo, spanischer Schriftsteller und Satiriker (* 1580)
- 11. September: Nikolaus Esterházy, ungarischer Adeliger (* 1582/83)
- 24. September: William Lawes, englischer Komponist und Musiker (* 1602)
- 08. Oktober: Ladislav Burian von Waldstein, böhmischer Adliger und kaiserlicher Generalwachtmeister (* 1596)
- 10. Oktober: Heinrich Julius von Wietersheim, Stiftshofmeister in Quedlinburg (* 1585)
- 24. Oktober: Martin Chemnitz, deutscher Jurist und Diplomat in schwedischen Diensten, Opfer der Pest (* 1596)
- 07. Dezember: Philipp Dietrich, Graf von Waldeck-Eisenberg (* 1614)
- 12. Dezember: Giovanni Bernardino Azzolino, italienischer Maler, Bildhauer und Wachskünstler (* 1572)
- 18. Dezember: Nur Jahan, Gemahlin des 4. Großmoguln Jahangir (* 1577)
- 21. Dezember: Armand de Sillègue d’Athos d’Autevielle, französischer Musketier (* 1615)
- 28. Dezember: Giovanni Battista Carlone, italienischer Baumeister und Architekt (* um 1580/90)

### Genaues Todesdatum unbekannt
- Johann Andreae, deutscher Registrator und Hofhistoriograph (* um 1570)
- Lucas Cranach III., deutscher Maler (* 1586)
- Mathias Edlinger, Steinmetzmeister und Bildhauer in Wiener Neustadt und Kaisersteinbruch, Opfer der Pest

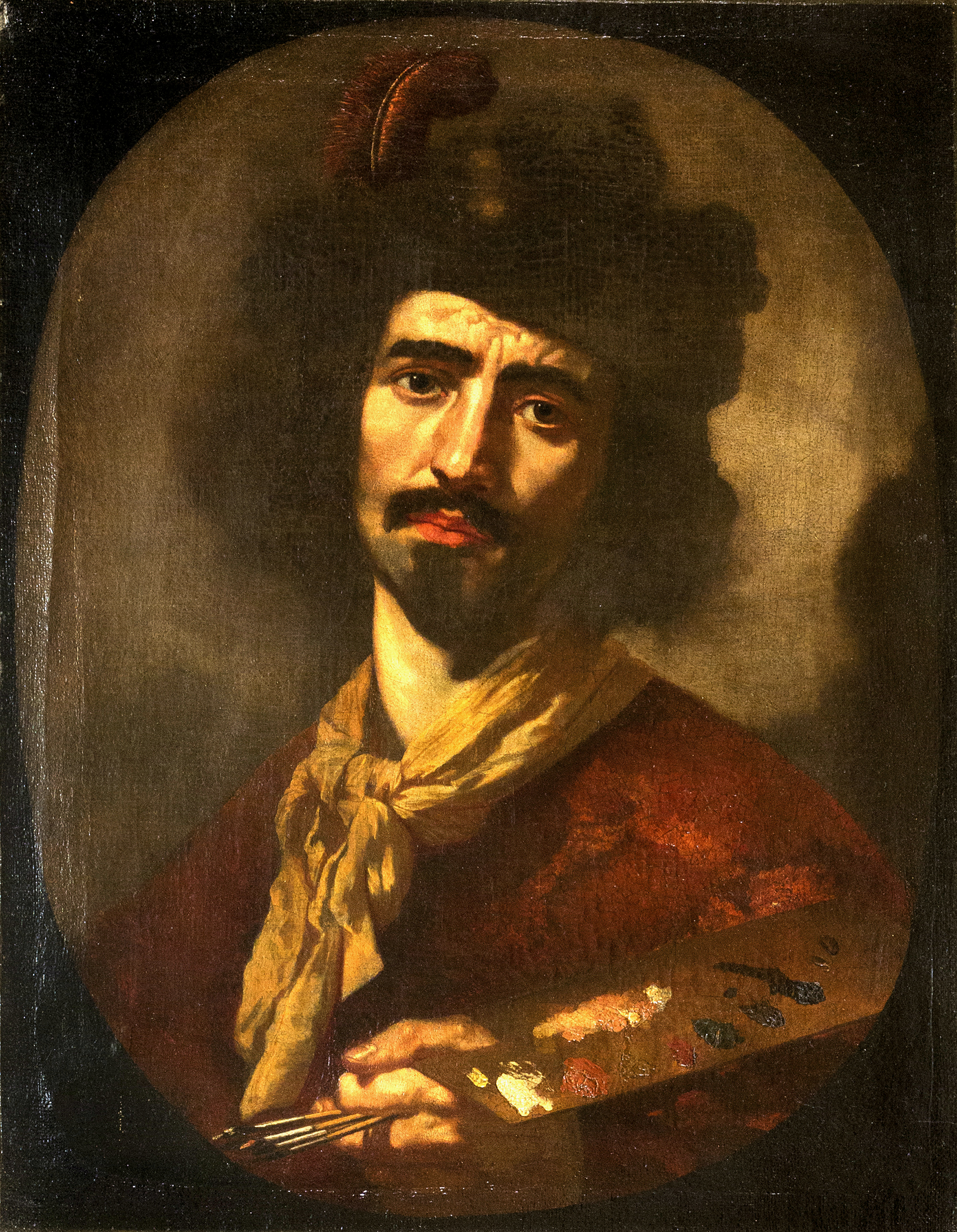
Paolo Finoglia, Selbstbildnis

- Paolo Finoglia, neapolitanischer Maler (* um 1590)
- Antonius Purisol, Steinmetzmeister und Bildhauer in Wien und Kaisersteinbruch